# Лисецкий, Михаил Антонович
Михаил Антонович Лисецкий (бел. Міхаіл Антонавіч Лісецкі, 19 августа 1937, Латыголь, Сенненский район, Витебская область — 11 октября 2003) — работник горной промышленности, Герой Социалистического Труда (1982).

## Биография
После завершения Латыгольской школы (1953) учился в одном из ленинградских профтехучилищ. Трудовую деятельность начал на Кировском заводе, затем работал на Котласском целлюлозно-бумажном комбинате. С 1958 года — в городе Певек. Работал в горной промышленности, где прошёл путь от матроса до бригадира комплексной бригады, добывавашей золото.
В 1982 году Михаилу Антоновичу Лисецкому было присвоено звание Героя Социалистического Труда.
Жил в Магадане, затем в Иркутске.

## Награды
- Герой Социалистического Труда (1982)
- Орден Ленина (дважды)